# Poradnia Zdrowia Psychicznego dla Studentów w Warszawie
Poradnia Zdrowia Psychicznego dla Studentów w Warszawie - utworzona w 1961 roku poradnia dla studentów i pracowników wyższych uczelni w Warszawie.

## Początki
W latach 1930–1936 w Studenckiej Kasie Chorych jako lekarz chorób nerwowych pracował dr Zygmunt Kuligowski.  Studentów, zresztą wyłącznie Uniwersytetu Warszawskiego, przyjmował w swoim mieszkaniu przy ulicy Wiejskiej 2. W owych czasach nie było tak ścisłego jak obecnie podziału pomiędzy neurologią a psychiatrią, większość psychiatrów nawet o orientacji psychoanalitycznej ukrywała się pod szyldem lekarzy nerwowych przede wszystkim dlatego, że wizyta u psychiatry stanowiła sprawę niezwykle wstydliwa. Dr Kuligowski leczył studentów ze schorzeniami stricte neurologicznymi, ale także z nerwicami wszelkiego rodzaju oraz chorych psychicznie. Gdy konieczność tego wymagała kierował swoich pacjentów do Szpitala Psychiatrycznego w Tworkach lub do szpitala Jana Bożego na ul. Bonifraterskiej.

## Po II wojnie światowej
W Europie, tak jak i w Polsce, po II wojnie światowej jednym z podstawowych problemów w populacji studenckiej była gruźlica. Stopniowo jednak problem malał, a na plan pierwszy wysunęły się zaburzenia psychiczne.
Po wojnie, w latach 1950-1951, pierwszym lekarzem psychiatrą pracującym w PALMIE (służba zdrowia dla studentów w Warszawie) był adiunkt Kliniki Psychiatrycznej Akademii Medycznej w W-wie, dr Wacław Semadeni. Przyjmował pacjentów 2 razy w tygodniu po 2 godziny przy ul. Mochnackiego 10. Potem jego funkcje przejęła dr Aniela Piekarska-Ekiert. Jednakże potrzeby w dziedzinie psychiatrii rosły, zwiększała się liczba pacjentów i lekarz przyjmujący godzinowo nie był w stanie sprostać zapotrzebowaniu. Dr Ludwik Paszyński zwrócił uwagę na rosnąca problematykę psychiatryczną i jego zasługą jest powstanie Poradni Zdrowia Psychicznego dla Studentów. Pierwszego marca 1961 roku Poradnia Zdrowia Psychicznego dla Studentów przy Zespole Leczniczo-Profilaktycznym dla Studentów została w Warszawie oficjalnie otwarta. W zimie 1961 roku placówkę tę objęła Joanna Flatau. Przez pierwszy okres pacjenci byli przyjmowani w małym, ciemnym gabinecie na parterze przy ul. Mochnackiego 10. Po paru miesiącach Poradnia Zdrowia Psychicznego miała swój własny lokal. Od samego początku istnienia PZP jej konsultantem naukowym był profesor Jan Jaroszyński.
W tym czasie powstało szereg prac naukowych o tematyce przede wszystkim epidemiologicznej dotyczących środowiska akademickiego.

## Sanatorium nerwic
Odrębnym rozdziałem w historii Warszawskiej PZP było utworzenie Półsanatorium dla Nerwic i Obozy dla Studentów ze Schorzeniami Nerwicowymi. Inspiracją dla powstania Półsanatorium był przykład Francji. Clinique Dupré w Sceaux pod Paryżem, dawny Zameczek Myśliwski Ludwika XV, jako lecznica studentów z zaburzeniami psychicznymi powstała w 1956 roku przekształcona z sanatorium przeciwgruźliczego. Sanatorium powstało w Akademiku Przeciwgruźliczym na Górnośląskiej 14. Sanatorium powstało późną wiosną 1969 roku. Pierwszych pacjentów było sześciu, sanatorium liczyło 44 łóżek w najlepszym okresie.

## Obozy dla studentów nerwicowych
Poradnia Zdrowia Psychicznego prowadziła obozy dla studentów z nerwicami. W 1970 r. został zorganizowany wspólnie ze Zrzeszenie Studentów Polskich I obóz dla studentów z zaburzeniami nerwicowymi odbył się w 1970 roku w Dusznikach-Zdroju w schronisku PTTK Pod Muflonem. Podstawa leczenia była psychoterapia grupowa i indywidualna ale prowadzono i inne formy leczenia. Zofia Aleszko prowadziła lekcje tańca nazwane choreoterapią. Tadeusz Pasek, prowadził ćwiczenia yogi. Następne obozy, już ogólnopolskie, odbywały się przez kilka lat w Chłapowie, a ostatni w Bukowcu w Bieszczadach. Dla wielu uczestników z małych środowisk w Polsce obozy stanowiły pierwszą szansę zetknięcia się z psychiatrią i pierwszą szansę na leczenie. Jednocześnie obozy te stanowiły początki pracy wielu warszawskich psychologów m.in. zgrupowanych wokół Kazimierza Jankowskiego. W grupie psychologów był m.in. Andrzej Samson. Prowadzono też zajęcia z muzykoterapii.

## Choreoterapia
Poradnia uczestniczyła w pracach badawczych nad leczniczym stosowaniem ruchu w psychiatrii. Pionierskie prace w Polsce były prowadzone przez Dr Zofię Aleszko w Akademii Wychowania Fizycznego w Warszawie i uczestniczyły w nim studentki i studenci z rozpoznaną nerwicą. Zajęcia były stosowane na obozach dla studentów z nerwicami a potem wprowadzone do Kliniki Nerwic IPiN (Instytut Psychiatrii i Neurologii) i na oddziale I Kliniki Psychiatrycznej IPiN.